# IC 3582
IC 3582 је галаксија у сазвјежђу Береникина коса која се налази на листи објеката дубоког неба у Индекс каталогу.
Деклинација објекта је + 26° 14' 5" а ректасцензија 12h 36m 36,9s. Привидна величина (магнитуда) објекта IC 3582 износи 16,2 а фотографска магнитуда 17,2.